# Rujing

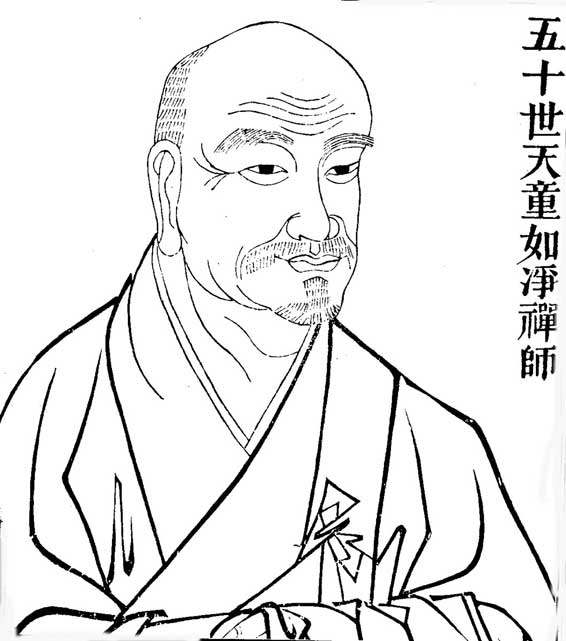
Tiāntóng Rújìng

Tiāntóng Rújìng (chinois :天童如淨; japonais : Tendō Nyojō) (8 août 1163 - 18 août 1228) est un moine bouddhiste caodong établi au temple Qìngdé (慶徳寺; japonais : Keitoku-ji) sur le mont Tiāntóng (天童山; japonais : Tendouzan) dans le district de Yinzhou (Ningbo). Il enseigne et donne la transmission du dharma à Dōgen, le fondateur, au Japon, du bouddhisme zen sōtō, ainsi qu'à Jakuen (寂円 Jìyuán), premier moine sōtō.
Son maître est Xuedou Zhijian (雪竇智鑑, 1105–1192), descendant du dharma à la seizième génération de Huineng.
On voit en général dans Nyojō celui qui a introduit dans le zen les notions de shikantaza (« seulement s'asseoir ») et shinjin-datsuraku (« abandonner le corps et l'esprit »).

## Son poème le plus célèbre
Ce poème, qui est le plus célèbre de Ruhjing[réf. nécessaire], est cité par Dôgen dans le chapitre « Maka Hannya Haramitsu » (Perfection de la Grande Sagesse) du Shôbôgenzô. Il s'intitule « Une clochette » (chinois : Fûrin).
«Le  corps tout entier, avec la bouche, suspendu à [l'espace vide]
Que lui importe que le vent souffle de l'Est, de l'Ouest, du Sud ou du Nord !
En toute égalité, il énonce les propos de la Sagesse au profit des autres.

Drelin ! Drelin ! Drelin ! Drelin ! 
Selon Yoko Orimo, ce poème montre que la Sagesse (Hannya) consiste à entrer en résonance avec touts les êtres de l'univers. Et l'univers, lui, résonne avec « le corps tout entier », « comme une clochette qui, suspendue dans l'air, résonne à tous vents. »